# 안케패스 전투
안케패스 전투(Battle of Ankhe Pass)는 1972년 4월 11일~26일 간 수도사단(맹호부대) 기갑연대가 베트남 중부 지역 꾸이년 인근에서 치른 전투로 주요 전투는 638고지 전투이다.

## 개요
안케패스(Ankhe Pass)란 베트남 빈딩성의 성도 퀴논에서 크메르 국경지대까지 관통하는 19번 도로 중간지점에 있는 고갯마루를 일컫는다

## 사상자
대한민국 국방부의 파월한국군전사에 따르면 안케패스 전투에서 공식적으로 국군은 75명의 전사자와 222명의 부상자가 발생하였고 북베트남군은 705여 명이 전사하였다고 기록되어 있다.
그러나 안케패스 참전용사들에 주장에 의하면 국군 전사자는 173명이다.

## 평가 및 교훈
안케패스 전투는 19번 도로 개통이라는 목표는 달성하여 전략적 승리를 거두었고 그리하여 당시 대한민국에서는 승전으로 홍보했지만, 베트남 전쟁에서 가장 많은 국군 사상자가 나왔기 때문에 전술적으로는
패배한 전투라는 의견이 지배적이다.
베트남 전쟁에 직접 참전했던 박경석 예비역 준장은 다음과 같은 교훈을 제시하였다.
- 모든 전투에서 지휘의 통일(Unity of Command)은 기본원칙이다. 지휘의 혼선으로 참사를 맞았다.
- 전투 시 건제를 유지한다는 것은 지휘의 혼선을 막는 기본책이다. 건제가 뒤죽박죽이었다. 안케 패스 작전 지형도
- 중대전술기지를 638고지에 설치하지 않은 것은 최대의 실책이다. 분명한 직무유기이다.
- 실패한 축선에의 축차 투입으로 계속 공격을 시도한 것은 실패를 자초한 결정적인 하책이다.
- 638고지에 1개월 전 월맹군의 진지 구축 사실을 몰랐다는 것은 정보수집, 수색정찰을 포기한 증거다.
- 주월 한국군 사령관 이세호 장군을 비롯한 지휘선상의 모든 지휘관의 리더십에 결정적인 허점이 있었다.
- 국군의 베트남 전쟁 참전 전 기간을 통하여 가장 치욕의 패전으로 기록된다.
- 패배한 전투를 승전으로 미화한 것은 주월 한국군의 최대의 굴욕이다.

## 참고 자료
- 맹호사단 안케패스의 치욕 - 박경석 예비역 준장